# Superliga de Turquía 2018-19
La temporada 2018-19 fue la 61.ª temporada de la Superliga de Turquía, la máxima categoría del fútbol profesional en Turquía. El torneo comenzó el 10 de agosto de 2018 y finalizara el 26 de mayo de 2019. El campeón defensor es el Galatasaray de Estambul.

## Ascensos y descensos
Osmanlıspor, Gençlerbirliği y Kardemir Karabükspor descendieron al final de la temporada 2016-17 después de terminar en los tres últimos lugares de la tabla de posiciones. Fueron reemplazados por el campeón de la TFF Primera División el Çaykur Rizespor, el subcampeón Ankaragücü y el ganador de la eliminatoria el Erzurumspor BB.
| Pos. | Descendidos de la Superliga de Turquía 2017-18 |
| ---- | ---------------------------------------------- |
| 16.º | Osmanlıspor                                    |
| 17.º | Gençlerbirliği                                 |
| 18.º | Kardemir Karabükspor                           |

| Pos.  | Ascendidos de la TFF Primera División 2017-18 |
| ----- | --------------------------------------------- |
| 1.º   | Çaykur Rizespor                               |
| 2.º   | Ankaragücü                                    |
| Prom. | Erzurumspor BB                                |

## Clubes
| Club                 | Ciudad                | Estadio                        | Aforo  |
| -------------------- | --------------------- | ------------------------------ | ------ |
| MKE Ankaragücü       | Ankara                | Estadio Eryaman                | 20,070 |
| Akhisar Belediyespor | Akhisar               | Akhisar Arena                  | 12,139 |
| Alanyaspor           | Alanya                | Estadio Bahçeşehir Okulları    | 10,842 |
| Antalyaspor          | Antalya               | Estadio de Antalya             | 33,032 |
| Beşiktaş             | Estambul (Beşiktaş)   | Vodafone Park                  | 43,500 |
| Bursaspor            | Bursa                 | Timsah Arena                   | 43,877 |
| Rizespor             | Rize                  | Estadio Yeni Rize Şehir        | 15,485 |
| Erzurum BB           | Erzurum               | Estadio Kazım Karabekir        | 23,700 |
| Fenerbahçe           | Estambul (Kadıköy)    | Estadio Şükrü Saracoğlu        | 50,509 |
| Galatasaray          | Estambul (Şişli)      | Türk Telekom Arena             | 52,652 |
| Göztepe              | Esmirna               | Bornova Stadium                | 12,500 |
| İstanbul Başakşehir  | Estambul (Başakşehir) | Estadio Başakşehir Fatih Terim | 17,801 |
| Kasımpaşa            | Estambul (Beyoğlu)    | Estadio Recep Tayyip Erdoğan   | 14,234 |
| Kayserispor          | Kayseri               | Estadio Kadir Has              | 32,864 |
| Konyaspor            | Konya                 | Torku Arena                    | 42,276 |
| Sivasspor            | Sivas                 | Sivas Arena                    | 27,532 |
| Trabzonspor          | Trebisonda            | Estadio Şenol Güneş            | 41,513 |
| Yeni Malatyaspor     | Malatya               | Malatya Arena                  | 27,044 |

### Información de los equipos
| Equipo               | Entrenador        | Capitán         | Marca    | Patrocinador principal |
| -------------------- | ----------------- | --------------- | -------- | ---------------------- |
| Akhisar Belediyespor | Safet Sušić       | Caner Osmanpaşa | Nike     |                        |
| Alanyaspor           | Mesut Bakkal      | Haydar Yılmaz   | Uhlsport | TAV Airports           |
| Ankaragücü           | İsmail Kartal     | Ömer Bozan      | Puma     |                        |
| Antalyaspor          | Bülent Korkmaz    | vacante         | Nike     | Regnum                 |
| Konyaspor            | Rıza Çalımbay     | Ali Çamdalı     | Nike     | Spor Toto              |
| Beşiktaş             | Şenol Güneş       | Tolga Zengin    | Adidas   | Vodafone               |
| Bursaspor            | Samet Aybaba      | vacante         | Puma     | Warmhaus               |
| Çaykur Rizespor      | İbrahim Üzülmez   | Léonard Kweuke  | Nike     | Çaykur                 |
| Erzurum BB           | Mehmet Altıparmak | Mert Nobre      | Nike     |                        |
| Fenerbahçe           | Ersun Yanal       | Volkan Demirel  | Adidas   | Acıbadem               |
| Galatasaray          | Fatih Terim       | Selçuk İnan     | Nike     | Nef                    |
| Göztepe              | Bayram Bektaş     | Selçuk Şahin    | Lotto    |                        |
| İstanbul Başakşehir  | Abdullah Avcı     | Emre Belözoğlu  | Macron   | Makro                  |
| Kasımpaşa            | Kemal Özdeş       | Veysel Sari     | Nike     |                        |
| Kayserispor          | Ertuğrul Sağlam   | Umut Bulut      | Nike     | İstikbal               |
| Sivasspor            | Tamer Tuna        | Ziya Erdal      | Adidas   | Demir İnşaat           |
| Trabzonspor          | Ünal Karaman      | Onur Kıvrak     | Macron   | QNB                    |
| Yeni Malatyaspor     | Erol Bulut        | Yalçın Ayhan    | Macron   | Battalbey              |

## Tabla de posiciones
| Pos. | Equipo               | Pts. | PJ | G  | E  | P  | GF | GC | Dif. | Clasificación o descenso                                                           |
| ---- | -------------------- | ---- | -- | -- | -- | -- | -- | -- | ---- | ---------------------------------------------------------------------------------- |
| 1    | Galatasaray (C)      | 69   | 34 | 20 | 9  | 5  | 72 | 36 | +36  | Clasificado a fase de grupos de Liga de Campeones de la UEFA 2019-20               |
| 2    | İstanbul Başakşehir  | 67   | 34 | 19 | 10 | 5  | 49 | 22 | +27  | Clasificado a la tercera ronda clasificatoria Liga de Campeones de la UEFA 2019-20 |
| 3    | Beşiktaş             | 65   | 34 | 19 | 8  | 7  | 72 | 46 | +26  | Clasificado a la fase de grupos de la Liga Europa de la UEFA 2019-20               |
| 4    | Trabzonspor          | 63   | 34 | 18 | 9  | 7  | 64 | 46 | +18  | Clasificado a la tercera ronda clasificatoria de Liga Europa de la UEFA 2019-20    |
| 5    | Yeni Malatyaspor     | 47   | 34 | 13 | 8  | 13 | 47 | 46 | +1   | Clasificado a la segunda ronda clasificatoria de Liga Europa de la UEFA 2019-20    |
| 6    | Fenerbahçe           | 46   | 34 | 11 | 13 | 10 | 44 | 44 | 0    |                                                                                    |
| 7    | Antalyaspor          | 45   | 34 | 13 | 6  | 15 | 39 | 55 | −16  |                                                                                    |
| 8    | Konyaspor            | 44   | 34 | 9  | 17 | 8  | 40 | 38 | +2   |                                                                                    |
| 9    | Alanyaspor           | 44   | 34 | 12 | 8  | 14 | 37 | 43 | −6   |                                                                                    |
| 10   | Kayserispor          | 41   | 34 | 10 | 11 | 13 | 35 | 50 | −15  |                                                                                    |
| 11   | Çaykur Rizespor      | 41   | 34 | 9  | 14 | 11 | 48 | 50 | −2   |                                                                                    |
| 12   | Sivasspor            | 41   | 34 | 10 | 11 | 13 | 49 | 54 | −5   |                                                                                    |
| 13   | Ankaragücü           | 40   | 34 | 11 | 7  | 16 | 38 | 53 | −15  |                                                                                    |
| 14   | Kasımpaşa            | 39   | 34 | 11 | 6  | 17 | 53 | 62 | −9   |                                                                                    |
| 15   | Göztepe              | 38   | 34 | 11 | 5  | 18 | 37 | 42 | −5   |                                                                                    |
| 16   | Bursaspor            | 37   | 34 | 7  | 16 | 11 | 28 | 37 | −9   | Descendido a la TFF Primera División 2019-20                                       |
| 17   | BB Erzurumspor       | 35   | 34 | 8  | 11 | 15 | 36 | 43 | −7   | Descendido a la TFF Primera División 2019-20                                       |
| 18   | Akhisar Belediyespor | 27   | 34 | 6  | 9  | 19 | 33 | 54 | −21  | Descendido a la TFF Primera División 2019-20                                       |

 Fuente: Süper Lig, Soccerway
Criterios de clasificación: 1) Puntos; 2) Puntos entre sí; 3) Partidos ganados; 4) Diferencia goles; 5) Goles marcados.

### Resultados
| Local \ Visitante    | AKH | ALA | AGÜ | ANT | BJK | BUR | ÇYR | EBB | FNB | GAL | GÖZ | İBF | KAS | KAY | KON | SİV | TRA | YMS |
| -------------------- | --- | --- | --- | --- | --- | --- | --- | --- | --- | --- | --- | --- | --- | --- | --- | --- | --- | --- |
| Akhisar Belediyespor | —   | 3–1 | 1–1 | 1–2 | 0–3 | 2–4 | 1–1 | 1–1 | 3–0 | 3–0 | 1–0 | 0–3 | 2–3 | 2–2 | 0–0 | 1–1 | 1–3 | 0–2 |
| Alanyaspor           | 2–1 | —   | 0–2 | 0–1 | 0–0 | 1–0 | 1–1 | 2–1 | 1–0 | 1–1 | 1–0 | 1–1 | 3–0 | 5–0 | 2–4 | 2–0 | 1–0 | 0–1 |
| Ankaragücü           | 1–0 | 0–2 | —   | 0–1 | 1–4 | 0–0 | 2–2 | 2–1 | 1–1 | 1–3 | 0–3 | 0–1 | 3–0 | 3–1 | 0–0 | 3–1 | 2–2 | 1–0 |
| Antalyaspor          | 1–2 | 3–0 | 2–4 | —   | 2–6 | 0–1 | 2–1 | 1–1 | 0–0 | 0–1 | 1–0 | 0–1 | 1–0 | 0–0 | 3–3 | 2–1 | 1–1 | 3–0 |
| Beşiktaş             | 2–1 | 2–1 | 4–1 | 2–3 | —   | 2–0 | 4–1 | 1–1 | 3–3 | 1–0 | 1–0 | 2–1 | 3–2 | 2–0 | 3–2 | 1–2 | 2–2 | 2–1 |
| Bursaspor            | 0–0 | 2–0 | 1–0 | 0–2 | 1–1 | —   | 0–2 | 2–1 | 1–1 | 2–3 | 0–0 | 0–0 | 1–2 | 0–0 | 0–0 | 3–2 | 0–1 | 1–1 |
| Çaykur Rizespor      | 3–1 | 1–1 | 1–1 | 1–1 | 2–7 | 1–1 | —   | 0–0 | 3–0 | 2–3 | 1–0 | 1–2 | 2–3 | 3–0 | 1–1 | 0–0 | 2–3 | 3–0 |
| Erzurum BB           | 2–1 | 1–0 | 0–1 | 1–0 | 1–3 | 2–0 | 0–1 | —   | 0–1 | 1–1 | 2–1 | 0–1 | 1–1 | 1–1 | 1–2 | 4–2 | 0–1 | 1–3 |
| Fenerbahçe           | 2–1 | 2–0 | 1–3 | 3–1 | 1–1 | 2–1 | 3–2 | 2–2 | —   | 1–1 | 2–0 | 0–0 | 2–2 | 2–3 | 1–1 | 2–1 | 1–1 | 3–2 |
| Galatasaray          | 1–0 | 6–0 | 6–0 | 5–0 | 2–0 | 1–1 | 2–2 | 1–0 | 2–2 | —   | 1–0 | 2–1 | 4–1 | 3–1 | 1–1 | 4–2 | 3–1 | 3–0 |
| Göztepe              | 0–1 | 3–2 | 2–1 | 4–1 | 2–0 | 0–0 | 2–0 | 0–1 | 1–0 | 0–1 | —   | 0–2 | 0–0 | 2–0 | 3–2 | 3–3 | 1–3 | 1–3 |
| İstanbul Başakşehir  | 3–1 | 1–1 | 2–1 | 4–0 | 1–0 | 3–0 | 1–1 | 1–1 | 2–1 | 1–1 | 0–2 | —   | 2–0 | 1–0 | 2–0 | 0–1 | 2–0 | 1–1 |
| Kasımpaşa            | 5–0 | 1–2 | 2–1 | 1–2 | 4–1 | 1–1 | 0–1 | 2–1 | 1–3 | 1–4 | 3–1 | 2–1 | —   | 0–3 | 1–1 | 1–3 | 2–2 | 3–0 |
| Kayserispor          | 1–0 | 1–1 | 0–2 | 2–0 | 2–2 | 1–1 | 2–2 | 0–2 | 1–0 | 0–3 | 2–1 | 1–1 | 2–1 | —   | 0–2 | 2–0 | 0–2 | 0–0 |
| Konyaspor            | 0–0 | 2–0 | 2–0 | 2–0 | 2–2 | 1–1 | 0–2 | 3–2 | 0–1 | 0–0 | 1–1 | 0–1 | 3–2 | 0–1 | —   | 1–1 | 2–2 | 1–1 |
| Sivasspor            | 2–1 | 1–0 | 4–0 | 1–2 | 1–2 | 2–0 | 1–1 | 2–2 | 0–0 | 4–3 | 2–0 | 0–0 | 0–3 | 1–3 | 0–0 | —   | 1–1 | 2–0 |
| Trabzonspor          | 2–1 | 0–2 | 1–0 | 4–1 | 2–1 | 1–1 | 4–1 | 0–0 | 2–1 | 4–0 | 1–2 | 2–4 | 4–2 | 4–2 | 3–0 | 3–1 | —   | 2–1 |
| Yeni Malatyaspor     | 1–1 | 1–1 | 3–1 | 2–0 | 1–2 | 1–2 | 1–0 | 3–1 | 1–0 | 2–0 | 3–2 | 0–2 | 2–1 | 1–1 | 0–1 | 4–4 | 5–0 | —   |

## Estadísticas jugadores

### Goleadores
- «Süper Lig Top Goalscorers». TFF.

| Pos. | Jugador            | Equipo                | Goles |
| ---- | ------------------ | --------------------- | ----- |
| 1    | Mbaye Diagne       | Kasımpaşa/Galatasaray | 30    |
| 2    | Vedat Muriqi       | Çaykur Rizespor       | 17    |
| 3    | Burak Yılmaz       | Trabzonspor/Beşiktaş  | 16    |
| 3    | Papiss Cissé       | Alanyaspor            | 16    |
| 5    | Hugo Rodallega     | Trabzonspor           | 15    |
| 6    | Henry Onyekuru     | Galatasaray           | 14    |
| 7    | Edin Višća         | Başakşehir            | 12    |
| 7    | Robinho            | Sivasspor/Başakşehir  | 12    |
| 7    | Mevlüt Erdinç      | Antalyaspor           | 12    |
| 10   | Anthony Nwakaeme   | Trabzonspor           | 10    |
| 10   | Danijel Aleksić    | Yeni Malatyaspor      | 10    |
| 10   | Souleymane Doukara | Antalyaspor           | 10    |
| 10   | Arouna Koné        | Sivasspor             | 10    |

### Asistencias
«Süper Lig Top Assists». beIN Sports. Archivado desde el original el 2 de enero de 2020. Consultado el 22 de abril de 2019.

| Pos. | Jugador          | Club             | Asistencias |
| ---- | ---------------- | ---------------- | ----------- |
| 1    | Edin Višća       | Başakşehir       | 14          |
| 2    | Ricardo Quaresma | Beşiktaş         | 11          |
| 3    | Emrah Başsan     | BB Erzurumspor   | 10          |
| 3    | Adem Ljajić      | Beşiktaş         | 10          |
| 3    | Anthony Nwakaeme | Trabzonspor      | 10          |
| 6    | Trézéguet        | Kasımpaşa        | 9           |
| 7    | André Castro     | Göztepe          | 8           |
| 7    | Vedat Muriqi     | Çaykur Rizespor  | 8           |
| 9    | Efecan Karaca    | Alanyaspor       | 7           |
| 9    | Mathieu Valbuena | Fenerbahçe       | 7           |
| 9    | Guilherme        | Yeni Malatyaspor | 7           |
| 9    | Younes Belhanda  | Galatasaray      | 7           |
| 9    | Douglas Pereira  | Sivasspor        | 7           |

## TFF Primera División
La TFF Primera División es la segunda categoría del fútbol en Turquía, el campeón y subcampeón ascienden directamente a la Superliga, mientras el tercer ascenso es para el vencedor de los playoffs en los que participan los clubes clasificados entre el tercer y sexto puesto.
| Pos. | Equipo               | Pts. | PJ | G  | E  | P  | GF | GC  | Dif. | Clasificación o descenso           |
| ---- | -------------------- | ---- | -- | -- | -- | -- | -- | --- | ---- | ---------------------------------- |
| 1    | Denizlispor (C)      | 72   | 34 | 21 | 9  | 4  | 67 | 32  | +35  | Superliga de Turquía 2019-20       |
| 2    | Gençlerbirliği       | 70   | 34 | 22 | 4  | 8  | 50 | 28  | +22  | Superliga de Turquía 2019-20       |
| 3    | Hatayspor            | 67   | 34 | 19 | 10 | 5  | 57 | 22  | +35  | Clasificados a playoffs            |
| 4    | Osmanlıspor          | 62   | 34 | 19 | 5  | 10 | 49 | 26  | +23  | Clasificados a playoffs            |
| 5    | Gazişehir Gaziantep  | 59   | 34 | 17 | 8  | 9  | 60 | 31  | +29  | Clasificados a playoffs            |
| 6    | Adana Demirspor      | 58   | 34 | 17 | 7  | 10 | 50 | 36  | +14  | Clasificados a playoffs            |
| 7    | Altınordu            | 57   | 34 | 16 | 9  | 9  | 50 | 33  | +17  |                                    |
| 8    | Ümraniyespor         | 53   | 34 | 14 | 11 | 9  | 44 | 37  | +7   |                                    |
| 9    | Boluspor             | 49   | 34 | 14 | 7  | 13 | 41 | 41  | 0    |                                    |
| 10   | Altay Izmir          | 47   | 34 | 12 | 11 | 11 | 52 | 40  | +12  |                                    |
| 11   | İstanbulspor         | 43   | 34 | 10 | 13 | 11 | 45 | 46  | −1   |                                    |
| 12   | Adanaspor            | 37   | 34 | 9  | 10 | 15 | 41 | 49  | −8   |                                    |
| 13   | Giresunspor          | 36   | 34 | 8  | 12 | 14 | 32 | 41  | −9   |                                    |
| 14   | Eskişehirspor        | 35   | 34 | 9  | 8  | 17 | 44 | 66  | −22  |                                    |
| 15   | Balıkesirspor        | 40   | 34 | 11 | 7  | 16 | 36 | 45  | −9   |                                    |
| 16   | Afjet Afyonspor      | 30   | 34 | 7  | 9  | 18 | 38 | 55  | −17  | Descenso a la TFF Segunda División |
| 17   | Elazığspor           | 25   | 34 | 6  | 7  | 21 | 38 | 64  | −26  | Descenso a la TFF Segunda División |
| 18   | Kardemir Karabükspor | 3    | 34 | 0  | 3  | 31 | 10 | 112 | −102 | Descenso a la TFF Segunda División |

 Fuente: TFF
Criterios de clasificación: 1) Puntos 2) Puntos entre sí 3) Diferencia de gol 4) Goles marcados

### Playoffs de promoción

#### Semifinales
| Equipo 1            | Agr.           | Equipo 2    | Ida | Vuelta |
| ------------------- | -------------- | ----------- | --- | ------ |
| Adana Demirspor     | 2–3            | Hatayspor   | 0–0 | 2–3    |
| Gazişehir Gaziantep | 2–2 (9–8 pen.) | Osmanlıspor | 2–0 | 0–2    |

#### Final
| Equipo 1  | Resultado      | Equipo 2            |
| --------- | -------------- | ------------------- |
| Hatayspor | 1–1 (3–5 pen.) | Gazişehir Gaziantep |

- Gazişehir Gaziantep asciende a la Superliga de Turquía 2019-20.